# 秦山原子力発電所
秦山原子力発電所（しんざんげんしりょくはつでんしょ、中文表記: 秦山核电站、英文表記: Qinshan Nuclear Power Plant）は、中華人民共和国の浙江省嘉興市海塩県秦山鎮に建設された原子力発電所である。運営管理は、秦山核電公司（中国核工業集団公司の子会社）。

## 歴史
1985年に着工。1991年12月15日に試運転を開始、1994年に正式に稼動した。

## 核物質について
中国はそれまで濃縮ウランによる核弾頭しか製造することができなかったが、1993年8月香港に近い広州の大亜湾に建設された原子力発電所がともに稼動を始めたため、プルトニウムを原料とする核弾頭の製造が可能になったといわれている。
2018年8月には、カナダのSNCラバリンが劣化ウランと回収ウランから製造した天然ウラン等価燃料を5号機・6号機に供給することが発表された。

## 設備
|              | 運転開始 | 原子炉形式      | 設備容量 (MW) |
| ------------ | -------- | --------------- | ------------- |
| 秦山1期      | 1991年   | 加圧軽水炉(PWR) | 300           |
| 秦山2期1号機 | 2002年   | 加圧軽水炉(PWR) | 650           |
| 秦山2期2号機 | 2004年   | 加圧軽水炉(PWR) | 650           |
| 秦山2期3号機 | 2010年   | 加圧軽水炉(PWR) | 650           |
| 秦山2期4号機 | 2012年   | 加圧軽水炉(PWR) | 650           |
| 秦山3期1号機 | 2002年   | CANDU炉         | 728           |
| 秦山3期2号機 | 2003年   | CANDU炉         | 728           |